# Kia Pegas
Kia Pegas (Trung: 起亚焕驰; bính âm: Qǐyà Huànchí ) là một phiên bản xe sedan do liên doanh Dongfeng Yueda Kia sản xuất tại Trung Quốc. Xe được bán dưới tên Pegas ở Trung Quốc và một số khu vực của Trung Đông. Ngoài ra ở một số khu vực Nam Mỹ và Đông Nam Á, nó còn được bán với tên Kia Soluto.

## Tổng quan
Kia Pegas đã ra mắt lần đầu tiên tại Triển lãm Auto Thượng Hải 2017. Pegas có chiều dài cơ sở 2.570 mm (101,2 in) và có dung tích thùng xe là 475 lít. Bộ phận phát động của xe là động cơ Kappa MPI I4 1,4 lít có công suất 94 mã lực với mô-men xoắn bánh trước 95 lb-ft.
Pegas được bán ra thị trường vào tháng 8 năm 2017 tại Trung Quốc  và vào cuối năm 2018 tại Ai Cập. Xe ra mắt lần đầu tại Philippines vào ngày 30 tháng 1 năm 2019 với tên gọi Kia Soluto  Kia Soluto được phát hành tại Việt Nam vào tháng 9 năm 2019, tại Brunei vào ngày 18 tháng 9 năm 2020 và tại Nam Phi vào ngày 14 tháng 6 năm 2021.

## Thư viện ảnh

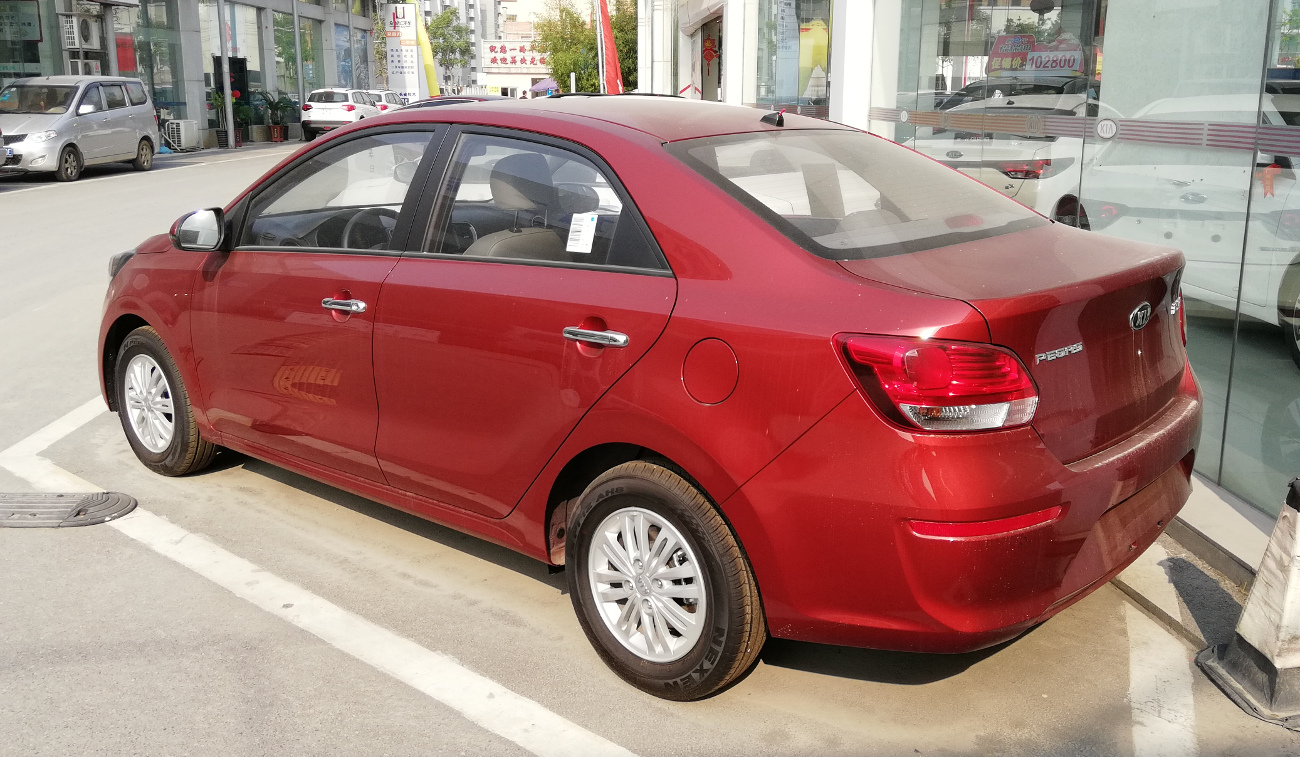
Phía sau xe
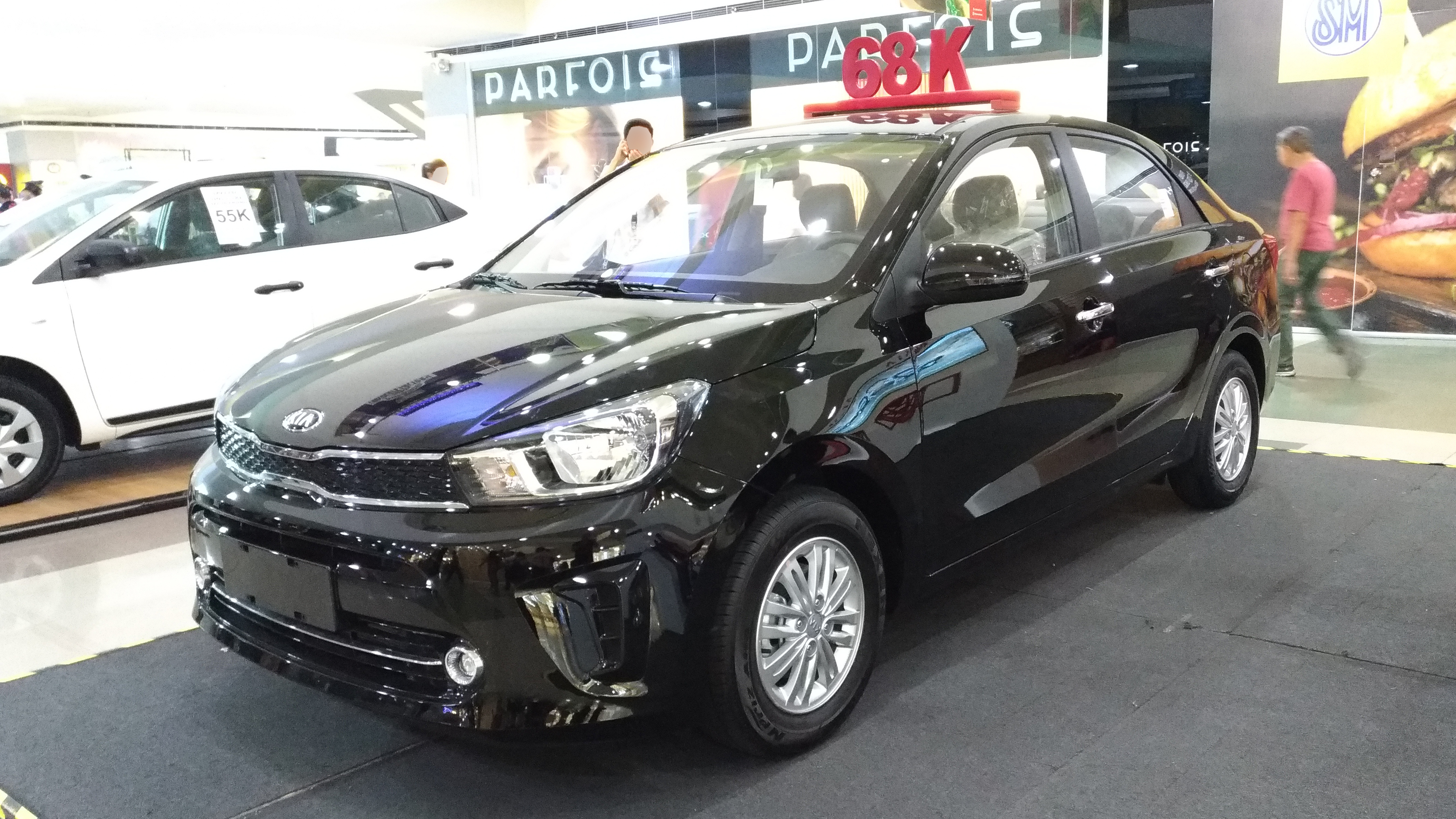
Kia Soluto (Philippines)
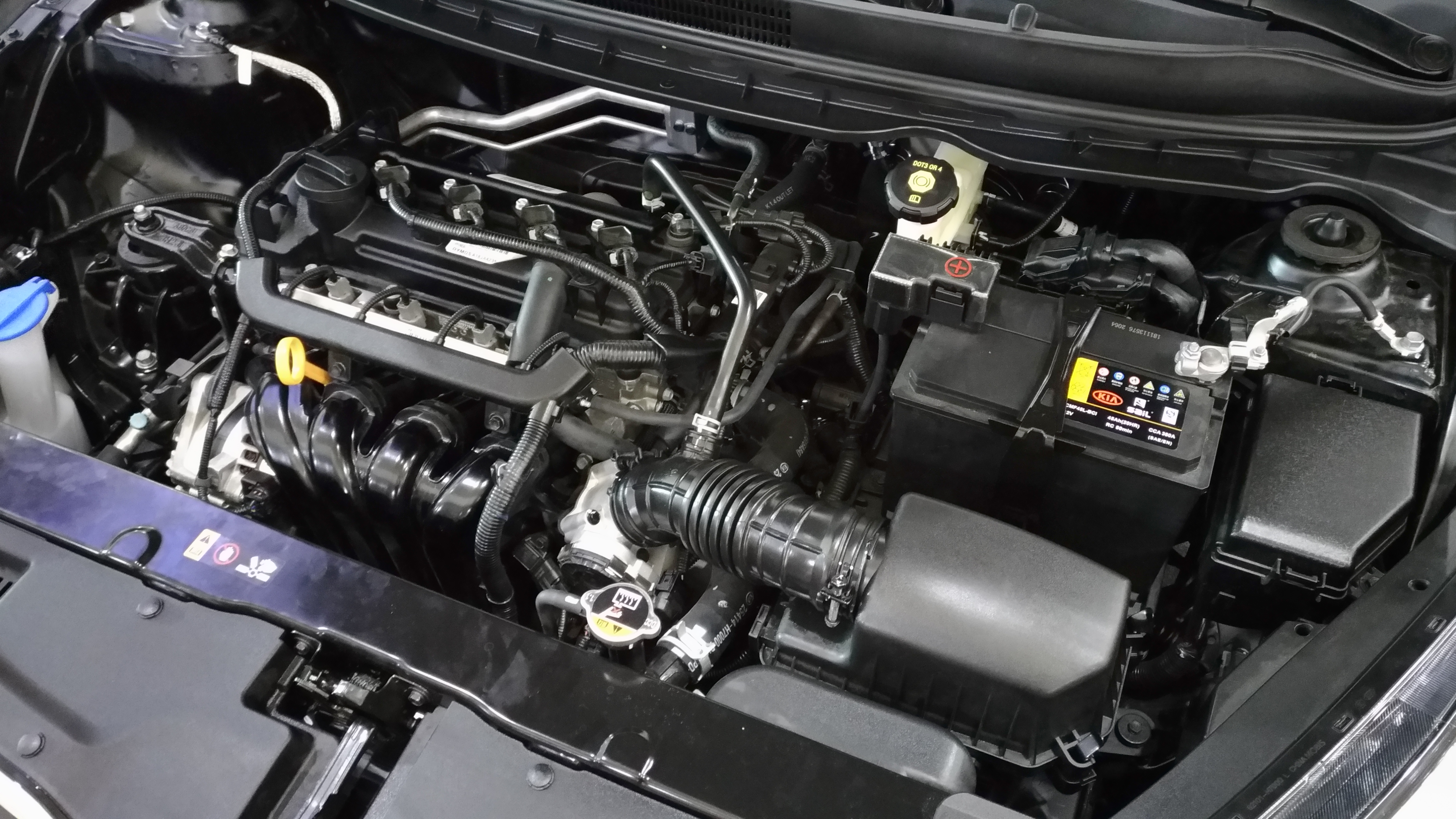
Động cơ Kappa II 1.4 L
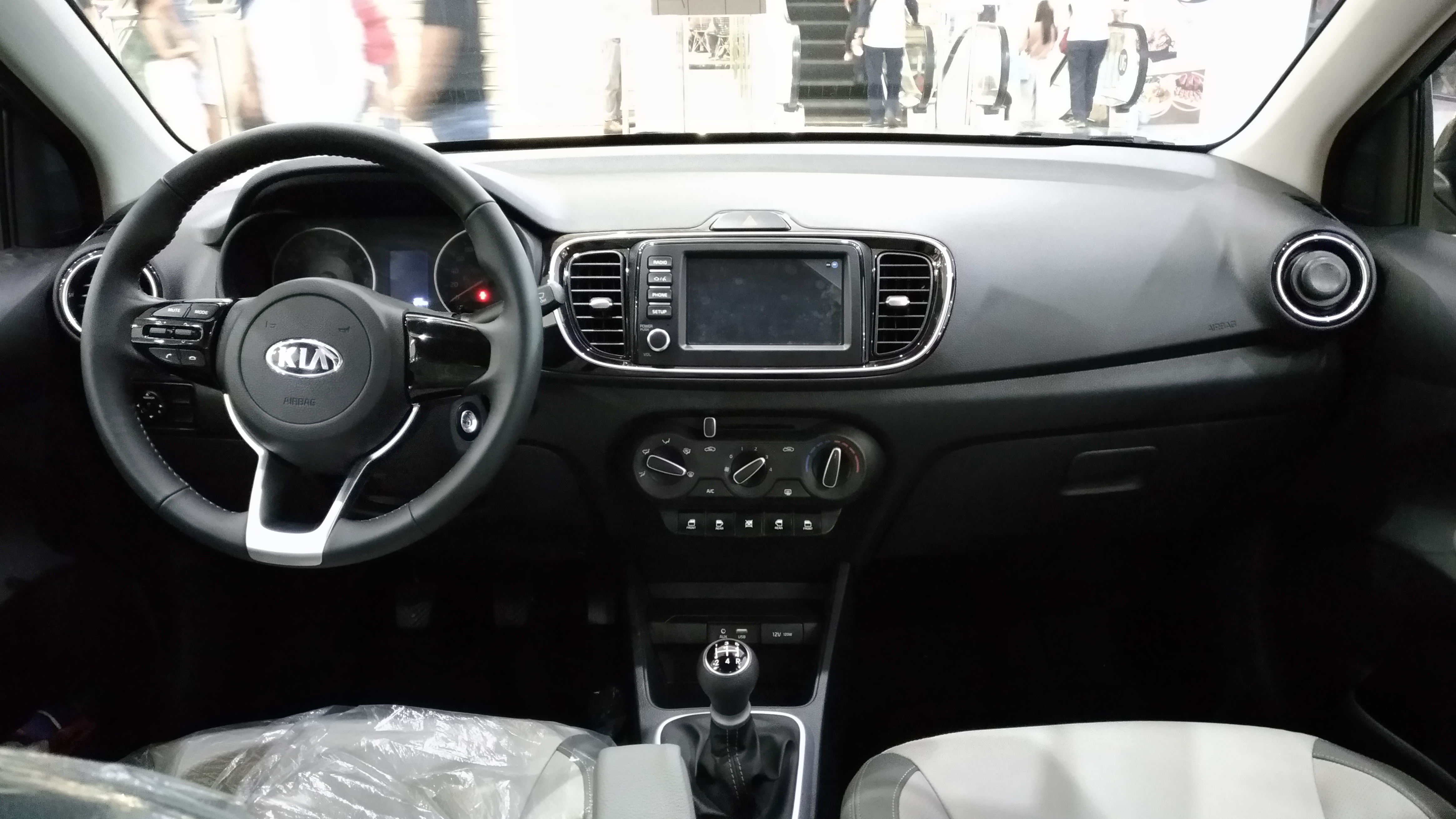
Nội thất xe